# Haidlfing

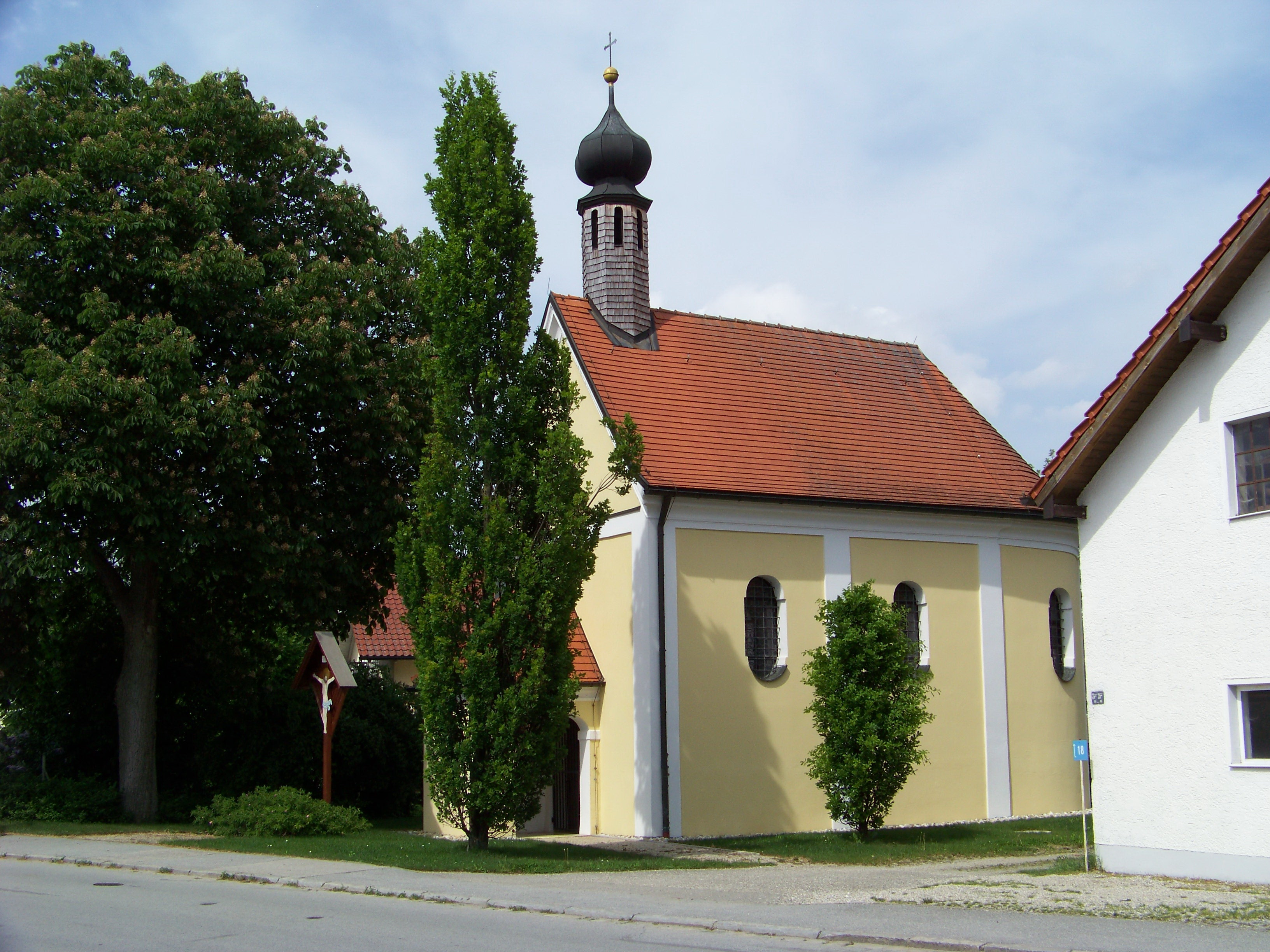
Die Kapelle St. Antonius von Padua

Haidlfing ist ein Ortsteil des Marktes Wallersdorf im niederbayerischen Landkreis Dingolfing-Landau. Bis 1972 bildete es eine selbstständige Gemeinde.

## Lage
Das Pfarrdorf Haidlfing liegt unmittelbar westlich von Wallersdorf am Rande des fruchtbaren Gäubodens und wird von diesem durch die A 92 getrennt.

## Geschichte
Zahlreiche Funde aus der Steinzeit sowie aus der Bronzezeit lassen auf eine vieltausendjährige Besiedlung der hiesigen Flur schließen. Im Jahr 15 v. Chr. wurde das Gebiet durch die Römer erobert, und das Kirchenpatrozinium des hl. Laurentius, der römischer Erzdiakon gewesen war, lässt darauf schließen, dass die Kirche in Haidlfing noch unter dem Einfluss der Römer entstand.
Nach dem Rückzug der Römer gegen Ende des 5. Jahrhunderts siedelten sich einwandernde Völker aus dem Osten an, die zusammen mit der zurückgebliebenen Bevölkerung den Stamm der Bajuwaren bildeten. So dürfte um die Mitte des 6. Jahrhunderts am Reißinger Bach „Ze Haidolfingen“ (= bei Haidolf und seinen Leuten) entstanden sein. Die Namensendung „-ing“ lässt auf die ältesten Siedlungen in Altbayern schließen. Die Edlen von Haidlfing lassen sich bis ins 13. Jahrhundert weiterverfolgen.
Die Geschicke Haidlfings waren seit frühester Zeit eng mit Kloster Niederaltaich verbunden. Auch die erste urkundliche Erwähnung im Jahr 749 hängt mit den Schenkungs- und Besitzurkunden des Klosters zusammen. Haidlfing erlangte als „Ambt“ von Kloster Niederaltaich besondere Bedeutung, denn der sogenannte Ammer hatte für das Kloster die Abgaben der Untertanen einzusammeln. Über zahlreiche Höfe hatte das Kloster bis zur Säkularisation 1803 die Grundherrschaft inne.
1148 wurde die bereits vorhandene Pfarrei Haidlfing dem Kloster Niederaltaich inkorporiert, wodurch dem Kloster das Besetzungsrecht für die Haidlfinger Pfarrstelle sowie dessen Erträge zufielen. Im Jahr 1818 wurden in Bayern die politischen Gemeinden gebildet, und auch Haidlfing bildete seither eine eigene Gemeinde, der neben dem Hauptort noch See angehörte.
Seit der Zeit des Dreißigjährigen Krieges lassen sich in Haidlfing Lehrer nachweisen. 1892 wurde ein neues Schulhaus errichtet. 1969 erfolgte dessen Eingliederung in die Volksschule Wallersdorf, 1977 wurden die letzten Grundschulklassen unterrichtet, und 1982 fiel das alte Schulhaus der Spitzhacke zum Opfer.
Bei der Gebietsreform wurde die Gemeinde Haidlfing am 1. Januar 1972 dem Markt Wallersdorf eingemeindet. Die erste urkundliche Erwähnung im Jahr 749 nahm die Dorfbevölkerung im Jahr 1999 zum Anlass, die 1250-Jahr-Feier mit zahlreichen Veranstaltungen und einem sechstägigen Volksfest zu begehen. Höhepunkt des Ortsjubiläums war ein historischer Festzug mit rund 500 Teilnehmern durch das Dorf, der die Geschichte Haidlfings in anschaulicher Weise vorführte. Heute zählt Haidlfing rund 1300 Einwohner.

## Sehenswürdigkeiten
- Pfarrkirche St. Laurentius. Der Chor stammt von 1600, der Turm von 1698 bis 1700, das Kirchenschiff wurde 1922 bis 1924 erbaut. Die Deckengemälde im Neurokokostil von 1929 erzählen die Laurentiusgeschichte. Der Altar wurde 1730 bis 1740 errichtet.
- Kapelle St. Antonius von Padua. Der kleine Saalbau mit Dachreiter wurde 1702 zur Förderung der Wallfahrt erbaut. Noch heute findet jedes Jahr im Dorf die Antoniusprozession statt.

## Bildung und Erziehung
- Kindergarten Sonnenschein. Er wurde 1977 eingeweiht.

## Vereine
- Bauern- und Brandschadenhilfsverein Haidlfing
- Bayern-Fanclub Haidlfing „The Reds“
- Freiwillige Feuerwehr Haidlfing. Sie wurde 1875 gegründet.
- Freizeitclub Haidlfing
- Gesellschaft „Frohsinn“ Haidlfing
- Katholischer Frauenbund Haidlfing
- Krieger- und Reservistenkameradschaft Haidlfing. Sie wurde 1882 gegründet.
- Landfrauen Haidlfing
- Obst- und Gartenbauverein Haidlfing
- Schützengesellschaft „Hubertus“ Haidlfing
- SV Haidlfing 1931 e.V.
- VdK-Ortsverband Haidlfing
- KLJB Haidlfing e.V.